# South Congaree
South Congaree est une ville située dans le comté de Lexington, dans l’État de Caroline du Sud, aux États-Unis. Lors du recensement de 2020, elle comptait 2 377 habitants.